# Héctor Pérez Plazola
Héctor Pérez Plazola (* 2. Juli 1933 in El Grullo, Jalisco; † 10. Juni 2015 in Guadalajara) war ein mexikanischer Politiker und Mitglied des Partido Acción Nacional. Er war Bürgermeister (Presidente Municipal) von Guadalajara und seit 2006 Senator für Jalisco.
Zwischen 1980 und 1983 sowie 1995 bis 1998 war er Abgeordneter im Parlament von Jalisco. 1985 bis 1988 und 1991 bis 1994 war er Abgeordneter im mexikanischen Kongress. 2000 war er Bürgermeister von Guadalajara. 2006 erfolgte die Wahl zum Senator des mexikanischen Kongresses für Jalisco. Er starb am 10. Juni 2015 wenige Wochen vor seinem 82. Geburtstag in einem Krankenhaus in Guadalajara.